# Puente de Soria (Covaleda)
El puente de Soria, sobre el río Duero, se ubica en el término municipal español de Covaleda, en la provincia de Soria. Está situado a escasos dos kilómetros del casco urbano, en un camino forestal próximo a un refugio de pescadores, en una zona de gran valor paisajístico.
En 2000 fue declarado Bien de Interés Cultural con categoría de Monumento.

## Descripción

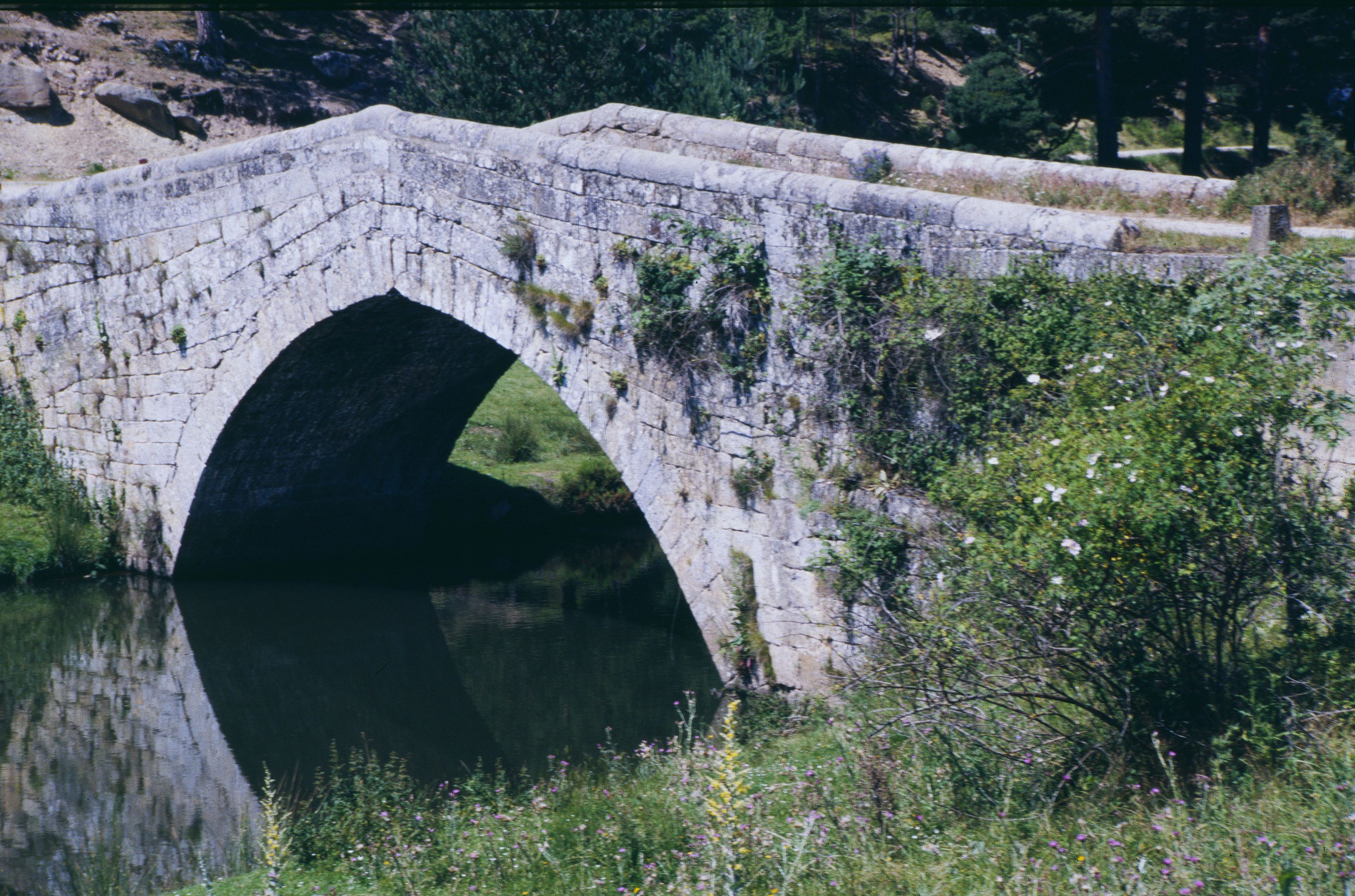
Vista del puente

Consta de un solo vano, con una luz de 11,50 metros de 24 metros de longitud, con una anchura de tablero de 3,60 metros y una altura máxima rasante de 5,70 metros.
La estructura está realizada con sillares de buena factura, aunque el estribo presenta una sillería de diferente época, resultado quizá de diferentes reparaciones. La bóveda del arco tiene dovelas bien construidas, en forma de arco apuntado. Los tímpanos se conservan bastante bien, son de buena sillería, disponiéndose ésta de forma apuntada para acomodarse a la clave del arco; aspecto éste que se prolonga hasta el pretil del puente. Los pretiles son, por tanto, la continuación del propio tímpano, rematados por albardellas semicirculares también de sillería. El tablero es alomado.
El aspecto general del puente es de buena traza y de una gran esbeltez.
En el catálogo de puentes de la provincia de Soria, anteriores a 1936, de Fernández Ordóñez, se le cataloga como un puente construido en el siglo XVII.